# Kütükuşağı
Kütükuşağı ( Kurdisk: kutugo) er en bydel i distriktet Cihanbeyli i provinsen Konya i Tyrkiet. Byen er beliggende 140 km fra 
Konya (i det centrale Anatolien). Befolkningen udgjorde i slutningen af 2012 omkring 1.984 mennesker. Mange udvandrede til Europa, bl.a. omkring 2000 til Danmark og 500 til Tyskland. Kütükuşağı har ændret sig meget bymæssigt og i dag står den som meget moderne.

## Eksterne kilder og henvisninger
1. ↑  "Türkisches Institut für Statistik". Arkiveret fra originalen 25. februar 2014. Hentet 28. januar 2013.

- Kütükuşağıs webside Arkiveret 1. september 2019 hos  Wayback Machine
- Türkiye istatisk kurumu; Belediye Belediye teşkilatı olan yerleşim yerlerinin nüfusları/Konya/Cihanbeyli (Webside ikke længere tilgængelig), Distriktet Cihanbeyli, antal kommuner 31. december 2007 i følge adressebaseret befolkningsregister
- Nüfus Arkiveret 1. september 2019 hos  Wayback Machine Kutukusagi Belediyesi.